# フルートとハープのための協奏曲 (モーツァルト)

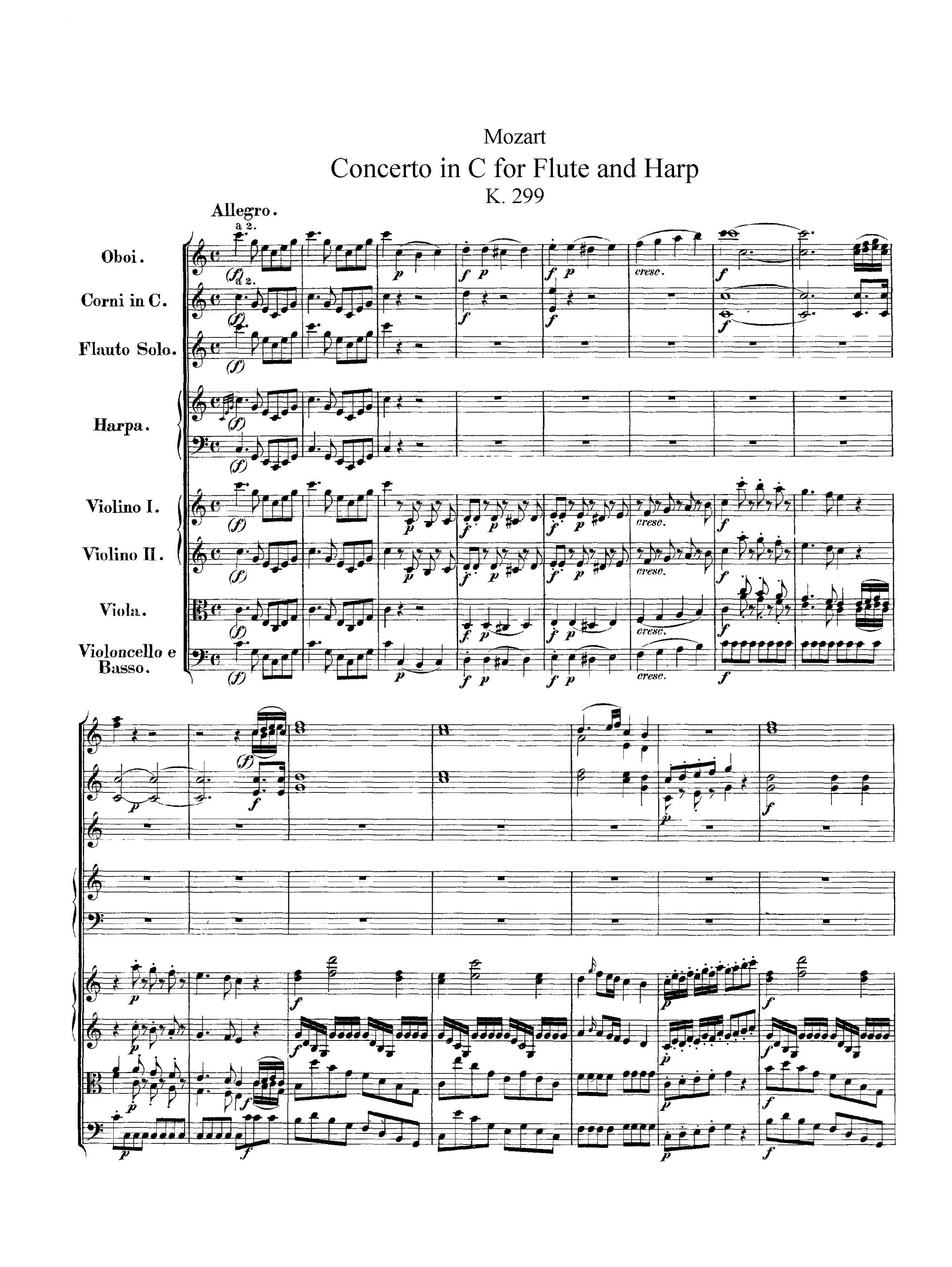
第1楽章 冒頭部

フルートとハープのための協奏曲 ハ長調 K. 299 (297c) は、ヴォルフガング・アマデウス・モーツァルトが1778年に作曲したフルートとハープの協奏曲である。

## 概要
フランスの有力貴族でフランス王妃マリー・アントワネットとも親しく、外交官としてもベルリン公使やロンドン大使も務めたギーヌ公（フランス語: Adrien-Louis de Bonnières）の家で、モーツァルトは彼の娘の作曲などの家庭教師をしていたが、その娘のために、ギーヌ公から作曲を依頼された。娘はハープ、父親はフルートの愛好家であったことから、オーケストラをバックに父娘が各々の楽器のソリストとなって演奏するという要望のもと作曲された。
曲名には協奏曲(Concerto)とあるが、オーケストラと１つの独奏楽器による演奏ではなく、フルートとハープの2つの独奏楽器を用い協奏交響曲(Sinfonia concertante)の演奏形式を採っている。
1778年にモーツァルトがこの曲を作曲した当時、フルートは半音の中で出せない音もあり、また高音域は安定した音を出しにくく、そしてハープは転調が難しいなど、2つの楽器ともに未完成で発展途上の楽器だった。これに加えて、フルートとハープの独奏者となる父娘2人ともアマチュア演奏家であり高度な演奏技法を使えないなど、作曲上の制約もあり、モーツァルトは、彼の日記より、この作曲にあまり前向きではなかった。しかし、完成したこの曲は、独奏楽器のパートに難度の高い演奏技巧を使わず、またハ長調による第1楽章から第3楽章まで明るく親しみやすいメロディーにあふれ、現代でも世界中で演奏されており、第2楽章はアンコールなどでも単独で演奏される。
各楽章のカデンツァは、本来、独奏者が即興で演奏するが、この曲はアマチュア演奏家であるギーヌ公とその娘が独奏者を務めることを前提に作曲されたため、3つの楽章すべてにモーツァルトによるカデンツァがあったとされる。しかし、これらは消失しているため、しばしばカール・ライネッケによるものが使用されてきたが、古楽器演奏家が演奏、録音する際は古典派音楽の作曲様式を意識して新たにカデンツァを書き下ろすこともある。
日本での初演は第二次大戦後の1946年（昭和21年）に吉田雅夫その他によって行われた。

## 背景と経緯
1778年4月5日、3度目のパリ到着後、母アンナ・マリア・モーツァルトがレオポルトに充てた手紙の中に
とある。これは結局母の勘違いで、モーツァルトが受けていたのは2つの楽器のための協奏曲であった。依頼主の公爵は、ベルリンやロンドン駐在フランス大使も務めた外交官のギーヌ公アドリアン＝ルイ・ド・ボニエール（フランス語: Adrien-Louis de Bonnières）であり、モーツァルトがこの貴族の知己を得たのは、前2回パリ滞在中のような積極的な支援はしてくれなかったものの、3回目の滞在中もパトロンとして動いてくれたグリム男爵の引きあわせによるものである。モーツァルトは彼の娘の家庭教師を務めており、アマチュアのフルート奏者であったギーヌ公がハープを嗜む娘と共演できるような作品を所望したことがきっかけとなり、同年の春に本作が作曲された。モーツァルトは父レオポルトに宛てて、1778年5月4日に
と認めている。バロック期に端を発する複数の楽器を持つ協奏曲は、古典派の時代になると協奏交響曲という形態に姿を変え、モーツァルト滞在時のパリにおいてたいへんもてはやされていた曲の形式であった。モーツァルトもオーボエ、クラリネット、ホルン、ファゴットと管弦楽のための協奏交響曲（K.Anh. 9 = K. 297b 自筆譜消失。初演が何者かに邪魔され、ジュゼッペ・カンビーニによる妨害かとモーツァルトは考えたが、本人は彼を高く評価しており、また強く否定している。）を書きあげており、それに引き続き作曲されたのがこの曲であった。交響曲風な要素はほとんどなく、純粋に2つの楽器が主役として競い合う協奏曲の部類に属している。賛否が学者によっても分かれるところであるが、アルフレート・アインシュタインによれば、モーツァルトはフルートが嫌いだったというし、ハープも現在とは違って、上下の半音階移動が自由にこなせるダブル・アクションを備えていない不完全な楽器であった。熱心に、意気揚々と作曲に取り掛かってみたものの、やがてその期待は裏切られてしまう。ギーヌ公はモーツァルトに、レッスン料の半分しか支払わず、協奏曲に対しては一銭も出さないという始末であったからだ。令嬢の作曲レッスンにおいては、あまりの出来の悪さにずいぶんと手を焼かされたようで、レオポルト宛てに、ギーヌ公女が
といった愚痴を書き送っている。にもかかわらず、流行の2つの楽器をオーケストラの響きの中に融け込ませ、浅薄になってしまうことなく、典雅なフランス風サロン音楽に仕立て上げているのは、彼の力量を表す証左であり、さすがというほかはない。

## 楽器編成と詳細
- 楽器編成：フルートとハープは独奏。その他はオーボエ2、ホルン2、ヴァイオリン2部、ヴィオラ2部、バス。古楽器オーケストラによる演奏の場合、指揮者の裁量で通奏低音を加える場合もある。
- 作曲時期：1778年4月のパリにて。初演不明。
- 自筆譜：ベルリン国立図書館蔵。

## 構成
- 第1楽章 アレグロ
ハ長調、4分の4拍子、ソナタ形式。
独奏楽器を加えたオーケストラのトゥッティがハ長調の分散和音による華やかな第1主題を奏して始まり、pとfを交替させつつ次第に盛り上がって行くという、当時の協奏曲によく用いられた手法で続けられる。

- 第2楽章 アンダンティーノ
ヘ長調、4分の3拍子、展開部を欠いたソナタ形式。
オーボエとホルンを省き、弦だけに抑えた伴奏となって、独奏楽器のあでやかな音色がひときわ輝き、目立っている。10小節に引き伸ばされた優美な第1主題と2つの第2主題が順番に提示されると、ハープの流れる走句を挟んですぐに、すでに提示された3つの旋律が原調に戻って再現され、カデンツァから徐々に力を弱め、最後はppとなって消えてゆく。

- 第3楽章 ロンド：アレグロ
ハ長調、2分の2拍子、ロンド形式。
前の2つの楽章にましてフランス的な感性が浸透している。それはガヴォット風にアウフタクトのリズムを持つロンド主題の形姿によくあらわれている。